# Thelma Coyne Long
Pour les articles homonymes, voir Long et Coyne.
Thelma Dorothy Coyne (née à Sydney le 14 octobre 1918, et morte dans la même ville le 13 avril 2015) est une joueuse de tennis australienne des années 1930, 1940 et 1950. Elle est aussi connue sous son nom de femme mariée, Thelma Coyne-Long.
Elle a remporté les Internationaux d'Australie en simple en 1952 et 1954. En double dames, elle s'est imposée à dix reprises avec Nancye Wynne Bolton (1936 à 1940, 1947 à 1949, 1951 et 1952) et deux autres avec Mary Bevis Hawton (1956 et 1958). Elle a gagné l'épreuve de double mixte en 1951, 1952 et 1955 avec George Worthington et en 1954 avec Rex Hartwig.
À Wimbledon, elle a atteint la finale du double mixte en 1952 et celle du double dames en 1957. En 1971, à cinquante-deux ans, associée à Lorraine Coghlan Robinson, elle perd au premier tour du double dames.
En mai 1941, pendant la Seconde Guerre mondiale, Thelma Coyne Long a rejoint la Croix-Rouge comme chauffeur à Melbourne. Le 19 février 1942, elle a intégré l'Australian Women's Army Service (en) (AWAS).

## Parcours en Grand Chelem (partiel)
Si l’expression « Grand Chelem » désigne classiquement les quatre tournois les plus importants de l’histoire du tennis, elle n'est utilisée pour la première fois qu'en 1933, et n'acquiert la plénitude de son sens que peu à peu à partir des années 1950.